# پرفنیک اسید
پری فنیک اسید (به انگلیسی: Prephenic acid) یک کتواسید است. این ترکیب شیمیایی با شناسه پاب‌کم ۱۰۲۸ است. 
هیدروکسی اسید است.هیدروکسی اسیدها گروهی از اسیدهای کربوکسیلیک هستند که یک گروه عاملی هیدروکسیل به آنها افزوده شده است. 